# Luka Šalamun
Luka Šalamun (* 18. Januar 1997 in Ptuj) ist ein slowenischer Fußballspieler.

## Karriere
Šalamun begann seine Karriere beim NK Drava Ptuj. Zur Saison 2011/12 wechselte er in die Jugend des NK Maribor. Zur Saison 2012/13 schloss er sich dem NK Malečnik an. Zur Saison 2013/14 kehrte er nach Ptuj zurück. Im März 2015 kam er erstmals für die drittklassige erste Mannschaft von Drava Ptuj zum Einsatz. Mit dieser stieg er am Ende der Saison 2014/15 in die 2. SNL auf. In der Saison 2015/16 kam er bis zur Winterpause zu zwölf Zweitligaeinsätzen. Im Januar 2016 schloss er sich dem Erstligisten NK Zavrč an. Sein erstes und einziges Spiel für Zavrč in der 1. SNL absolvierte er im Mai 2016, als er am 36. Spieltag gegen den FC Koper in der 87. Minute für Mateo Mužek eingewechselt wurde.
Nach der Saison 2015/16 wurde Zavrč allerdings die Lizenz entzogen, woraufhin Šalamun zur Saison 2016/17 zum Drittligisten NŠ Mura wechselte. Im Januar 2017 kehrte er wieder nach Ptuj zurück, wo er in eineinhalb Jahren zu 39 Zweitligaeinsätzen und zehn Toren kam. Zur Saison 2018/19 wechselte er nach Österreich zum viertklassigen USV St. Anna. Mit St. Anna stieg er am Saisonende in die Regionalliga auf. In vier Jahren in St. Anna kam er zu 82 Einsätzen, in denen er 13 Tore erzielte.
Zur Saison 2022/23 wechselte Šalamun zum sechstklassigen TuS St. Veit/Vogau. Dort kam er in elf Ligaspielen zweimal zum Torerfolg und wechselte im nachfolgenden Sommer 2023 zurück in die Heimat und schloss sich dem Viertligisten ŠD Rogoza. Mit dem Klub nahm er unter anderem am slowenischen Fußballpokal 2023/24 teil und wechselte in der Winterpause 2023/24 erneut in den österreichischen Amateurfußball zum Fünftligisten (Oberliga Mitte-West) SV Straß. Nur einige Woche später heuerte er Ende September 2024 beim kroatischen Amateurklub NK Spartak Mala Subotica an. Bis zur Winterpause erzielte er ein Tor bei sechs Meisterschaftsspielen und verließ den Verein kurz darauf wieder.

## Familie
Sein jüngerer Bruder Luka (* 2000) ist ebenfalls als Fußballspieler aktiv, spielte ebenso bereits in Slowenien und Österreich, brachte es jedoch nicht über einen Einsatz in der zweithöchsten slowenischen Fußballliga hinaus.